# Bayou Corne jordfaldshul
Bayou Corne jordfaldshul blev skabt af en kollapset salthorst-mine i Assumption Parish, Louisiana, USA, der drives af Texas Brine Co. Jordfaldshullet blev opdaget den 3. august 2012, og efterfølgende blev 350 nærliggende beboere rådet til at lade sig evakuere. Forskere har udtalt, at det kan tage år at evakuere alle beboerne. De fleste berørte beboere modtager ugentligt $875 (4.914 DKK pr. 27. juli 2013), som kompensation fra Texas Brine Co.
Jordfaldshullet er mindst 750 m dybt og dækker et areal på 15-22 hektar.
Assumption Parish er erklæret i undtagelsestilstand, mens Louisianas guvernør Bobby Jindal erklærede hele staten i undtagelsestilstand, på grund af truslen om underjordisk ustabilitet.
I maj 2013 blev et gruppesøgsmål godkendt på føderalt niveau til dem, som er berørt af jordfaldshullet.
Texas Brine Co. har tilbudt de berørte at købe deres ejendomme. I juli 2013 havde 44 ud af 92 accepteret tilbuddet.
Omkring tre kilometer fra Bayou Corne ejer Dow Chemical en mine, hvor der opbevares omkring 600.000 tønder flydende propylen. Minen udgør en umiddelbar risiko for den offentlige sikkerhed.